# استراتون هال
استراتون هال (به انگلیسی: Stratton Hall) یک روستا و محله مدنی در بریتانیا است که در Suffolk Coastal واقع شده‌است. استراتون هال ۳۰ نفر جمعیت دارد.